# Dekopon
Hybride
Parent  A  de l'hybridation 
   'Kiyomi (Citrus x tangor)'  
×

Parent  B  de l'hybridation 
   'Nakano No. 3 Ponkan (Citrus poonensis)'  
Classification phylogénétique
Dekopon (デコポン) ou Shiranui (不知火) est un agrume japonais du genre Citrus. C'est un gros fruit de fin d'hiver, doux et sans pépins, à peau facile à peler, à texture agréable et au gout équilibré, sa forme est sphérique surmonté d'un cou caractéristique. Il est représentatif des nouvelles générations de cultivars de tangor de haute qualité sélectionnés par les obtenteurs japonais.

## Dénomination

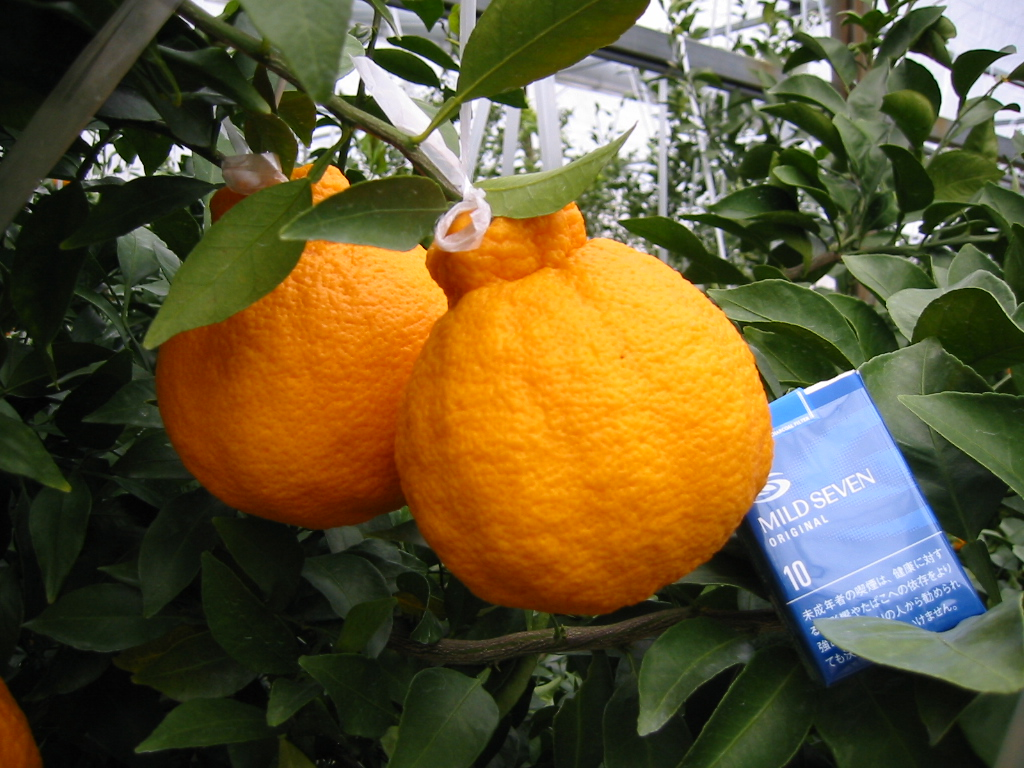
Dékopon sur l'arbre

Shiranui (不知火) est le nom d'usage de la variété dont la culture a débuté à Shiranuhi (不知火町Shiranuhi-machi), ville du district de Uto, préfecture de Kumamoto. Shiranui a été cultivée (1972) avant la mise en œuvre du système japonais d'enregistrement des variétés institué par la loi sur les semences et les semis, et par la suite la variété n'a pas été enregistrée. À l'origine le nom retenu était Kiyomi x Ponkan 32.
Dekopon n'est pas une variété agricole enregistrée au Japon pour l'agriculture, la sylviculture ou les variétés. Néanmoins, Dekopon est une marque déposée par la préfecture de Kumamoto sous le no 2495156 le 29 janvier 1993, et ne peuvent la porter qu'une fraction de la production de shiranui qui répond à des critères de qualité et, à l'origine, de provenance. Himepon était une autre marque de la préfecture d'Ehime, Hiropon de la préfecture de Hiroshima. On trouve encore Kiyopon, Ramiporin, Fujipon, Amapon, Pondarin... Dékotangor デコタンゴール. Dékopon est progressivement devenu par antonomase un nom commun pour l'ensemble des shiranui ou shiranuhi, produits au Japon. Le nom est le issu de deko (凸, デコ, « convexe ») en référence à sa protubérance et de pon dans ponkan (ポンカン, un des fruits duquel il est dérivé) créant ainsi デコ ポン.
La marque Dékopon étant protégée à l'époque, les pays à forte diaspora japonaise qui l'on introduit ont choisi des marques nouvelles: Kinsei 金星 (Vénus) au Brésil, Hallabong 한라봉 (car cultivé sur l'ile de Jeju dont le centre est occupé par le mont Halla 한라산) en Corée et en Azerbaïdjan, Sumo (Sumo Citrus™ est une marque enregistrée par Suntreat qui négocie des licences en Australie, en Espagne, au Pérou et en Afrique du Sud) aux États-Unis où il est cultivé en Californie depuis 2011 après régénération et élimination des virus de quarantaine en 2005. De là, après quarantaine en 2003, il a été mis en culture sous licence en 2011 en Australie par Pacific Fresh citrus packing group. En 2021, l'Institut Valencien de Recherches Agraires (IVIA) espagnol a entrepris sa régénération et l'élimination des agents pathogènes, avec un projet de mise en culture pour 2023; la même année, l'Unité de quarantaine de l'ANSES a certifié un cultivar américain introduit en Europe.

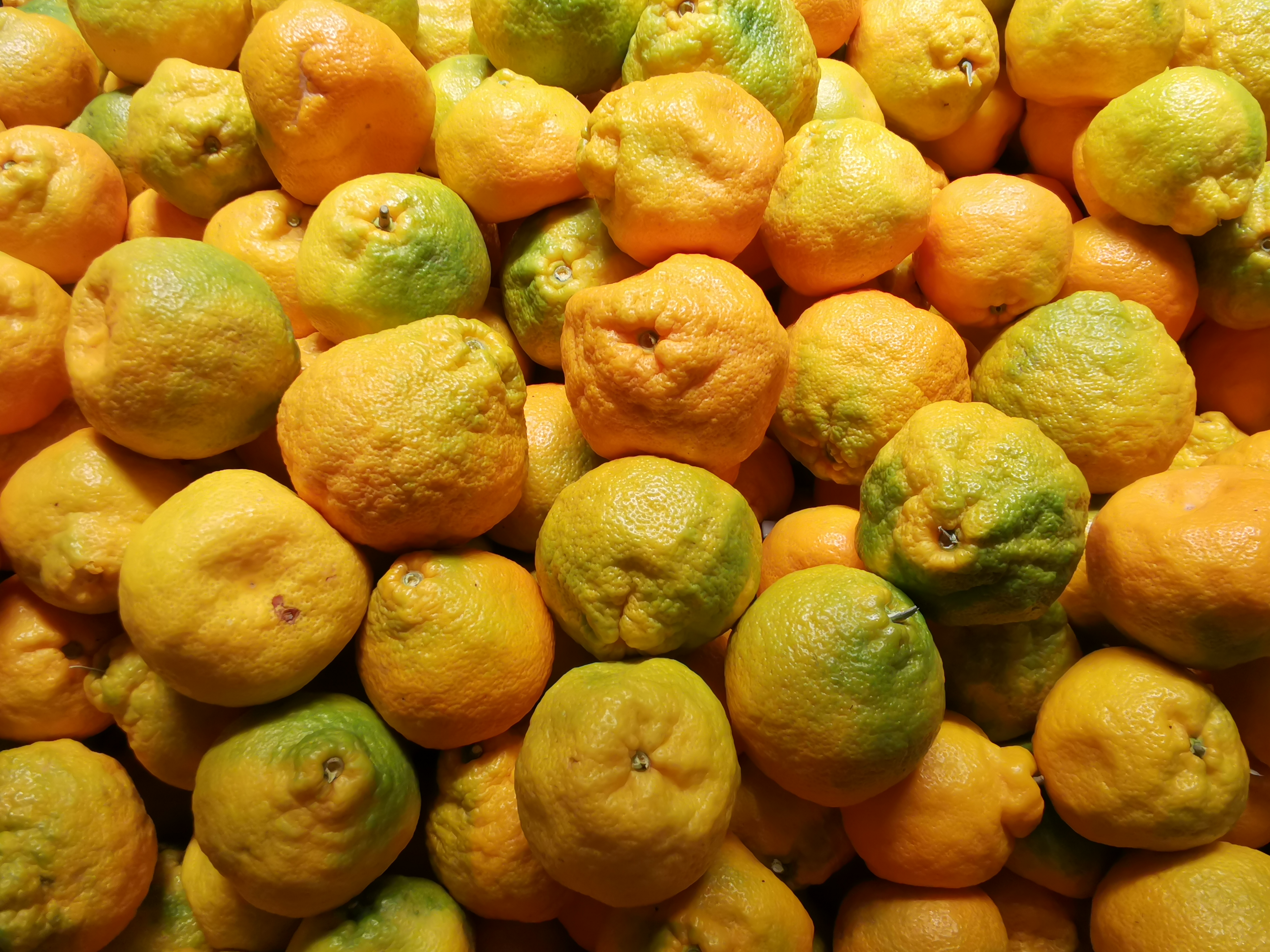
En Chine les tangors Ugli et Shiranui ont le même nom : 丑橘 orange laide

En Chine où sa plantation a commencé dans le Sichuan en 2000, il est nommé 丑橘 (chǒu jú) orange moche, les fruits peuvent atteindre 400 g et 17° Brix. Le choix de ce nom amène des confusions avec le tangor Ugli lui aussi produit en Chine dans le Yunnan sous le même nom.

## Histoire
En 1972 le laboratoire de recherche agricole de Minamishimabara obtient des hybrides de Kiyomi x Nakano No 3 Ponkan dont des semis sont mis en culture à Shiranuhimachi, préfecture de Kumamoto. Pour mémoire, kiyomi est le premier Tangor obtenu au Japon en 1949 depuis une mandarine Satsuma Miyakawa Hayao pollinisée par une orange douce Trogita. Kiyomi a une abondante descendance de première génération parmi lesquels Akemi, Amaka, Harumi, Nishinokaori (voir kanpei), Setomi, Shiranui, Tamami, Tsunokaori, Youkou (issus du même croisement avec Nakano No 3), qui seront eux-mêmes réhybridés. Nakano No 3 ponkan est un cultivar de mandarine asiatique (Citrus reticulata Blanco).
Il est apparu pour la première fois sur le marché de Kumamoto le 1er mars 1991. Cette date est devenue le Jour du dékopon デコポンの日 fêté au Japon depuis 2006,.
D'importantes recherches ont été nécessaires pour éviter l'asséchement durant le stockage (qui se fait à 12 °C et permet d'approvisionner le marché jusqu'à juillet), maitriser la culture sous serre (chauffage, éclaircissage), faire la sélection du cultivar Hito no Yu pour sa qualité, et rédiger des manuels de culture à destination des horticulteurs. Le succès du dékopon au Japon est impressionnant. Il tient à la qualité du fruit, à la volonté d'innovation variétale et à l'organisation des producteurs tournée vers la qualité du produit. Il est cultivé dans de nombreuses préfectures du sud : Shizuoka, Mie, Wakayama, Hiroshima, Tokushima, Ehime, Saga, Kumamoto, Oita, Miyazaki et Kagoshima. En 2017, il est en tête des surfaces cultivées (2 793 ha) devant Yuzu (2 244 ha), Iyokan (2 223 ha), Ponkan (1 701 ha). En termes de tonnage il dépasse la mandarine Ponkan - largement majoritaire au XXe siècle - en 2013 avec 47 000 t. En 2015, le dékopon représente 25% des agrumes produits au Japon.

## Description du fruit

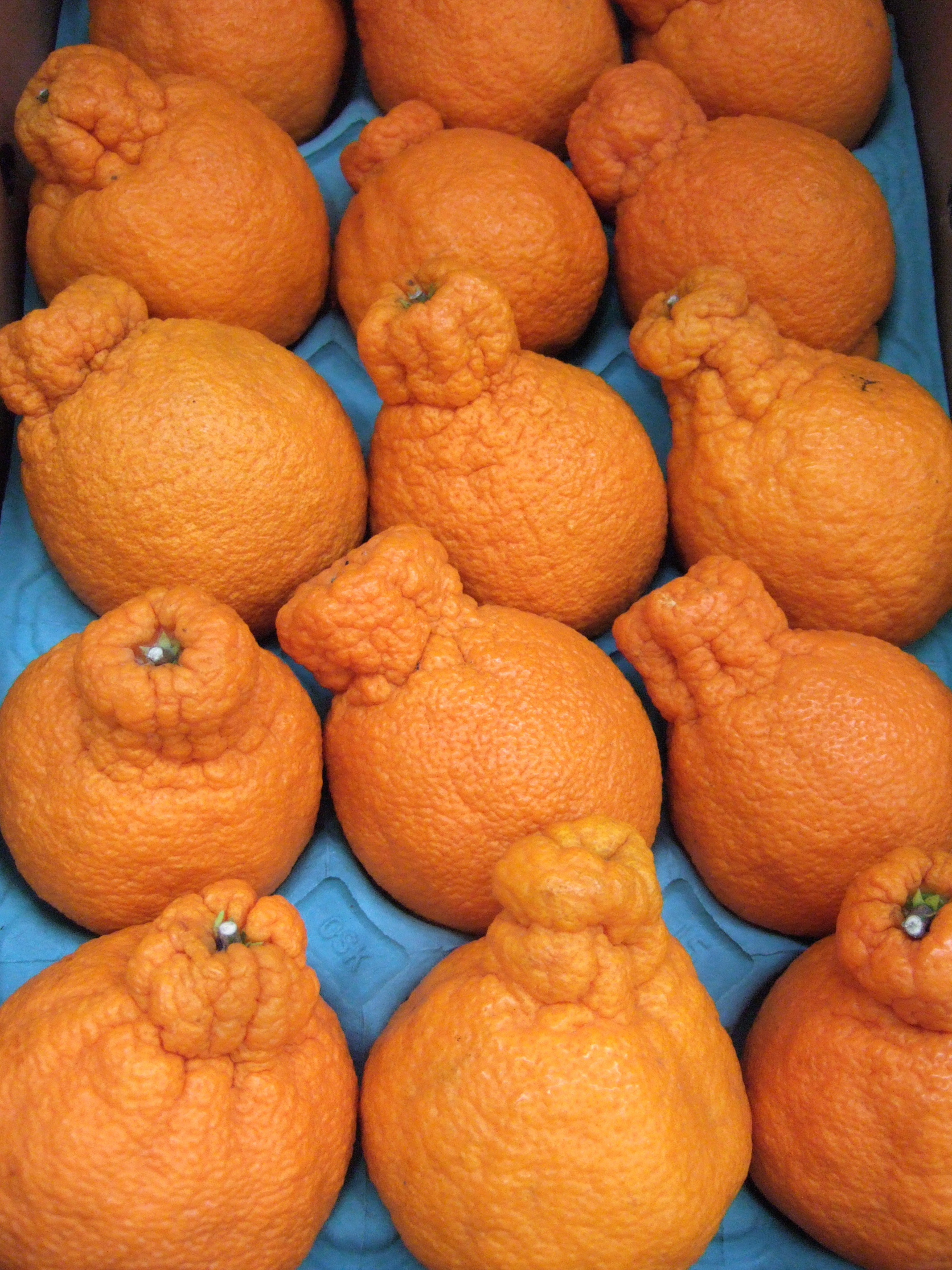
cultivar à cou marqué

Le fruit est lourd 200 à 280 g et peut approcher 400 g, son diamètre de 7 à 8,8 cm est proche de sa hauteur, cou compris. La teneur en sucre est de 13° Brix, ce qui donne un fruit doux. Un dékopon avec 210 g de pulpe contient 100 mg de vitamine C, soit l'apport journalier recommandé (AJR).
Une singularité du dékopon est son cou bien marqué : d'autres agrumes ont des renflements sommitaux par exemple yuge hyōkan de l'île d'Iwagi 弓削瓢柑, sanbokan, tous deux confidentiels, ou encore le tangor Ortanique peut avoir un joli cou, mais celui du dékopon est beaucoup plus gros et imposant. Sa couleur est oranger saturé. Les cloisons des quartiers sont fines, insensibles sous la dent, les loges très juteuses n'éclatent pas sous les doigts mais donne une texture mi-croquante mi-fondante dans la bouche, le gout fin est celui d'un tangor. Fruit est presque pas de graines.
Le dékopon est un fruit cher, un fruit coûte environ 750 ¥ (6,6 $), en 2021 on observe un prix moyen d'environ 4,5 € ou 5 $ (10 000 ¥ la boite de 15 à 20 fruits). Aux États-Unis où il est vendu en vrac, en 2021 le fruit est à 1,7 $ et il existe une production labellisée bio.

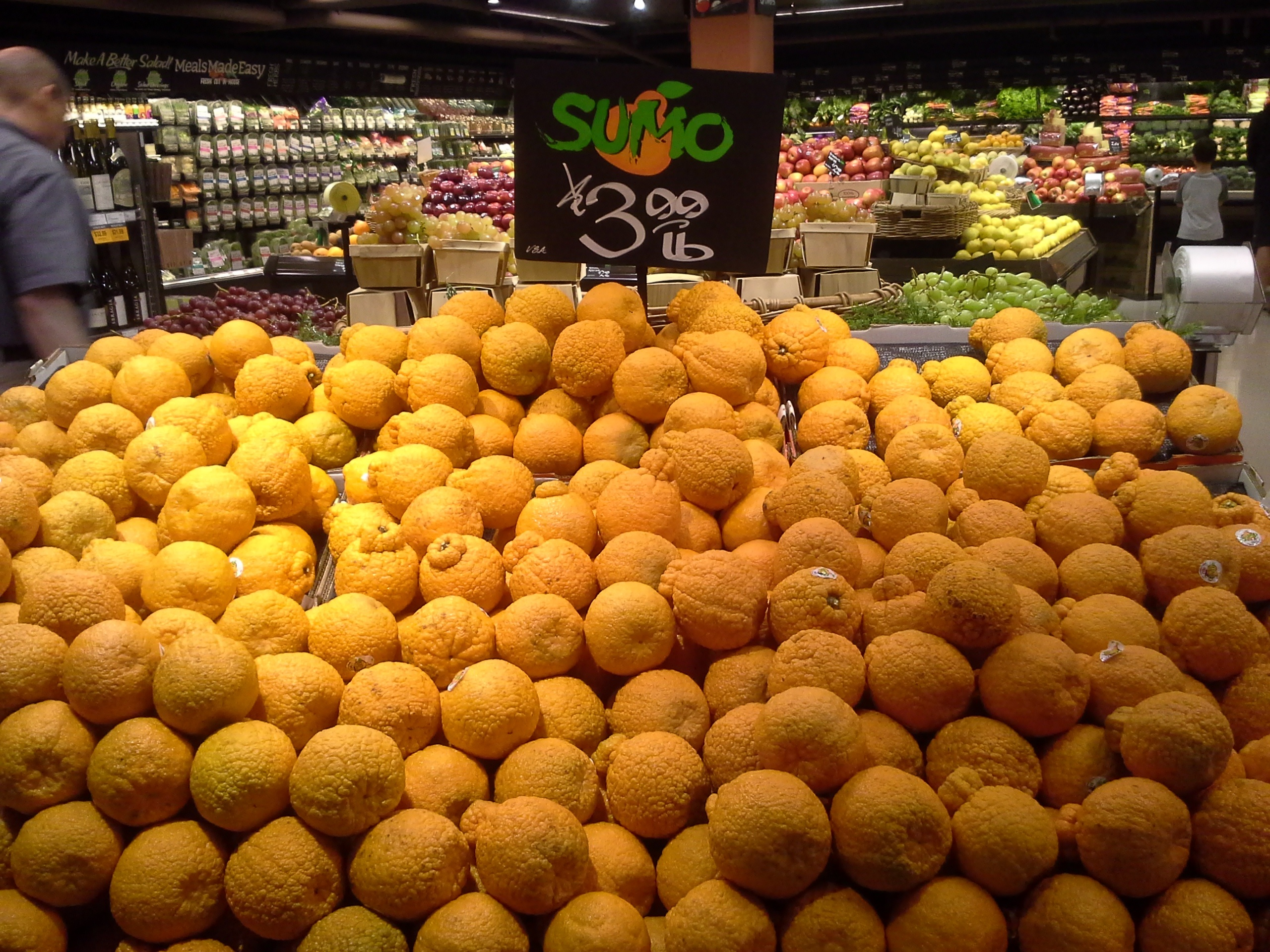
Sumo citrus vendu en vrac aux États-Unis (Seattle)

## Culture
Le dekopon se cultive habituellement greffé sur Poncirus Trifoliata porte-greffe qui améliore la qualité du fruit. Des essais de greffe sur Citrumelo Swingle ont montré une végétation vigoureuse et une bonne qualité de fruit. En Chine, le choix d'un porte greffe vigoureux ou d'un bigaradier est recommandé.
Comme tous les mandariniers et tangors, l'arbre a une végétation souvent dense ; la taille est importante, elle vise à maintenir l'intérieur de l'arbre à la lumière (il se cultive au soleil) ce qui limite les attaques de cochenilles. La densité de plantation est modérée de 2,5 m × 3 m entre les rangées.
Les gourmands (branches vigoureuses verticales souvent épineuses) doivent être régulièrement supprimés. L'arbre peut atteindre 2,5 à 3 m de haut. La fructification commence au bout de quatre ans, la récolte se fait en mars à avril au Japon.
L'éclaircissage des fruits surnuméraires se fait selon la méthode japonaise 1 fruit pour 80 à 100 feuilles, il évite l'alternance et donne des fruits de belle dimension année après année. L'éclaircissage se fait mi juillet avec un second éclaircissage en août-septembre pour éliminer les fruits mal formés ou fissurés.

Dekopon peut être cultivé dans un sol graveleux, à condition qu'il soit ensoleillé, bien drainé et protégé du vent et du gel hivernal. Les fruits sont généralement cultivés dans de grandes serres pour être maintenus à une température tempérée, certaines serres sont chauffées. 

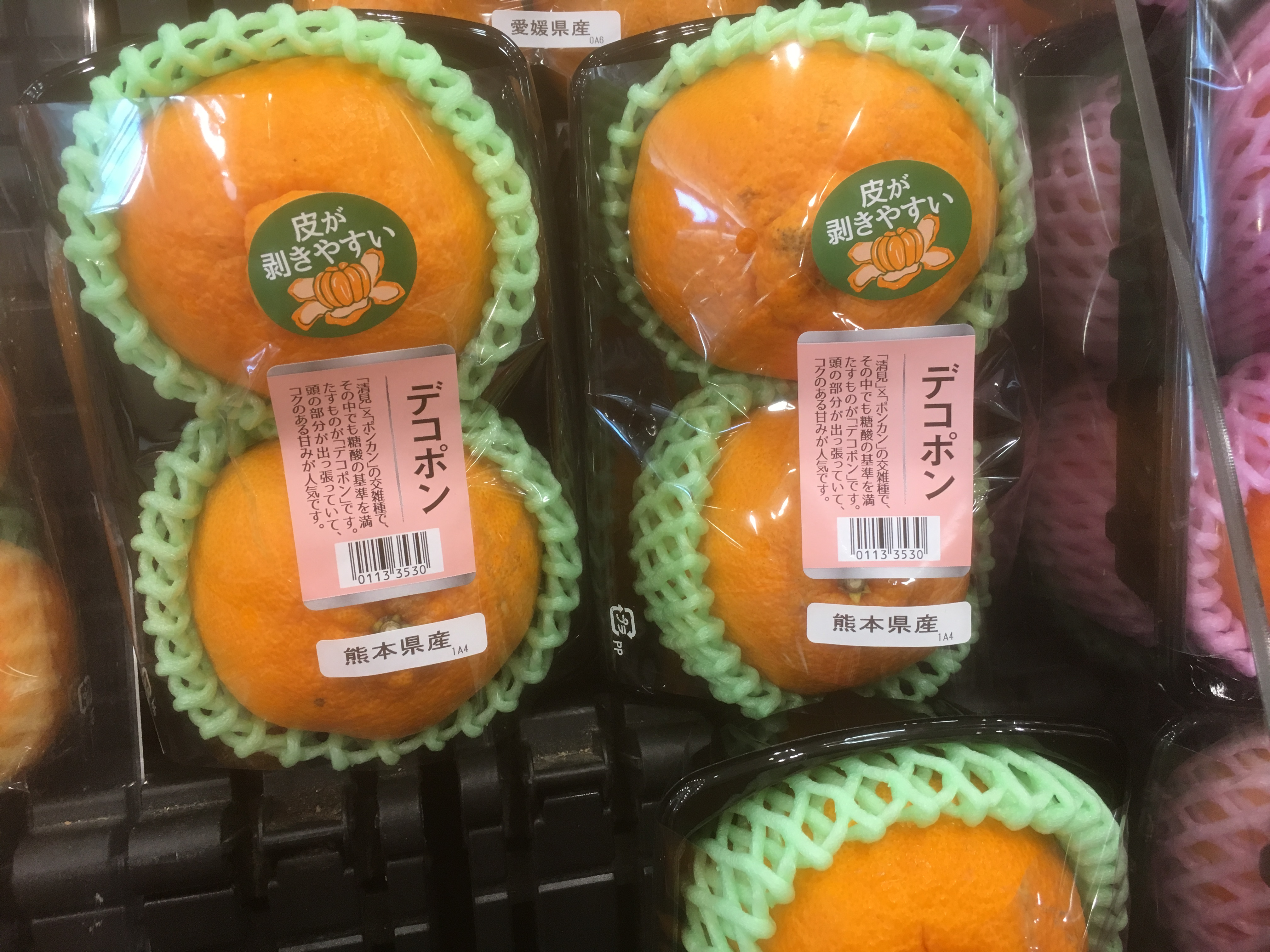
en vente à Tokyo par deux (2019)

## Postérité
Le succès populaire du dékopon a engendré une foule de produits dérivés, des gelées, des jus, sirops et boissons, des conserves, des fruits séchés, des pâtisseries, des confiseries en bonbons et barres, des jouets et figurines, etc.
La recherche de cultivars issus du dékopon ou des méthodes de culture nouvelles ont apporté le dékopon récolté 330 jours après l'anthèse à Oita, très sucré, nommé déko 330 (デコ330) ou celui affiné sur l'arbre à Aichi sous la marque Kijuku Dekopon.
Des cultivars ont été obtenus par partir d'embryons nucellaires de semis des rares graines (Aki no Kagayaki, Hito no Yutaka, Saga Fruit Test No. 34 et Manabe Deco) ou de mutation de bourgeon (Yo no Kaori et Ai no Kaori). La recherche japonaise sur les nouvelles variétés d'agrumes procède par hybridation à partir de l'acquis. Ainsi, les nouvelles variétés ont souvent un gout, une texture, une présentation dans la continuité des succès commerciaux mais sont plus précoces (c'est le cas de Kanpei, avec une production en janvier-février, enregistré en 2007) ou présentent des nutriments fonctionnels intéressants (comme Seinan no Hikari 西南のひかり - 2009).

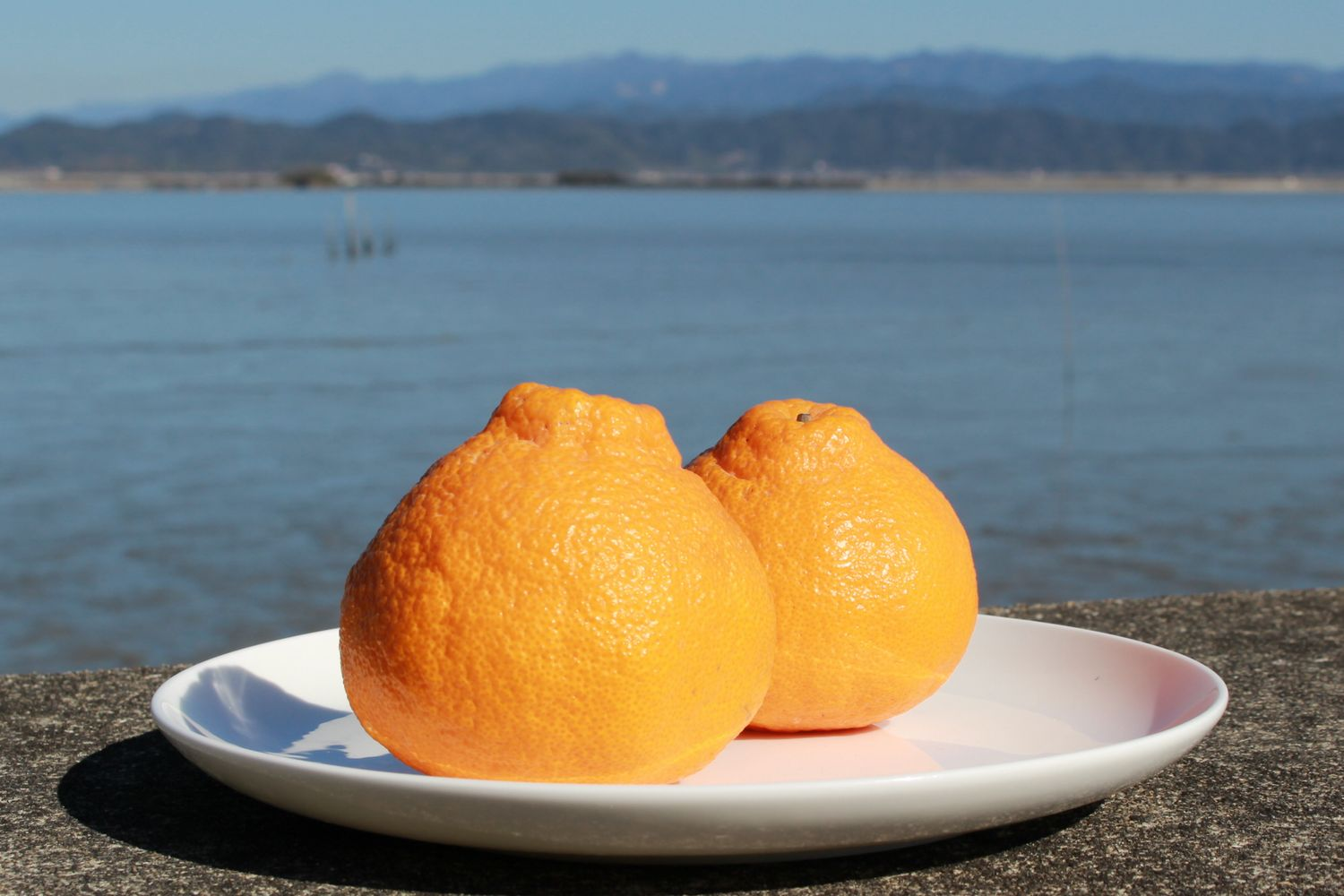
Hinoyutaka considéré parfois comme le successeur du dékopon

L'hybride Shiranui x Murcott 肥の豊[ひのゆたか] (Hinoyutaka (hi no Yutaka)) a été obtenu en 1989 et enregistré en 2003 par le Centre de recherche de Kumamoto où il est exclusivement produit, il est proche du dékopon à ceci près que l'arbre est plus vigoureux et le rendement meilleur.
柠檬不知火 (Níngméng bùzhīhuǒ) Citron-shiranui est une obtention chinoise (probable hybride de citron Eureka), le fruit a l'aspect du dekopon mais sa couleur est jaune (exocarpe riche en lutéine et néoxanthine pauvre en carotène), le fruit sucré est commercialisé en Chine.

### La protection des obtentions japonaises contre la fuite à l'étranger
Le dékopon est l'exemple classique de culture hors du Japon d'innovation de la recherche japonais insuffisamment protégée. Ce phénomène a entrainé une réaction de protection juridique et d'interdiction d'exportation de matériel végétal permettant de reproduire ces plantes (dont les fraises Benihoppe et Sagahonoka et les raisins Shine Muscat). Les exportations non autorisées de semences et de plants de 3000 variétés enregistrées sont interdites depuis 2021 et la protection juridique hors du Japon en est subventionnée. Hiroshi Takada écrit « Au Japon, nous avons adopté une stratégie de vente de produits de haute qualité issus de nos variétés innovantes avec des marques de haut de gamme. À l'étranger, ils adoptent souvent une stratégie de faible marge et de production de masse et à bas prix. Par conséquent, une fois que les excellentes variétés japonaises partent à l'étranger, une détérioration de la qualité et une chute des prix se produisent, et la stratégie domestique est mise en cause».

## Huile essentielle
Des publications coréennes portant sur l'huile essentielle de fleur de dekopon (2013) extraite par hydro-distillation - le rendement est très faible 0,034% - donnent la composition suivante: sabinène (34,75%), linalol (14,77%), β-ocimène (11,07%; à noter qu'il est aussi présent dans l'H.E. du tangor kanpei), 4-terpinéol (9,63%), l-limonène (5,88%) et γ-terpinène (4,67%). Une autre étude (2006) fournit un tableau comparatif des compositions des huiles essentielles du zeste (pression mécanique à froid) entre les variétés coréenne et japonaise: limonène était le plus abondant dans le pétrole japonais (91,8 %) et coréen (86,4 %), alcools représentaient 1,8 % dans l'huile coréenne et 0,2 % dans l'huile japonaise, dont les niveaux de linalol respectifs étaient de 1,2 % et 0,1 %, niveau aldéhydes était également plus élevé dans le pétrole coréen (1,6 %) que dans le pétrole japonais (0,7 %).